# Кадьяк (национальный резерват дикой природы)
Кадьяк (англ. Kodiak National Wildlife Refuge) —  национальный резерват дикой природы в Кадьякском архипелаге на юго-западе Аляски, США.

Национальный резерват включает в себя две трети Кадьяка, остров Уганик, район Афогнака и острова Бан. В общей сложности Кадьяк занимает 8054,94 км².

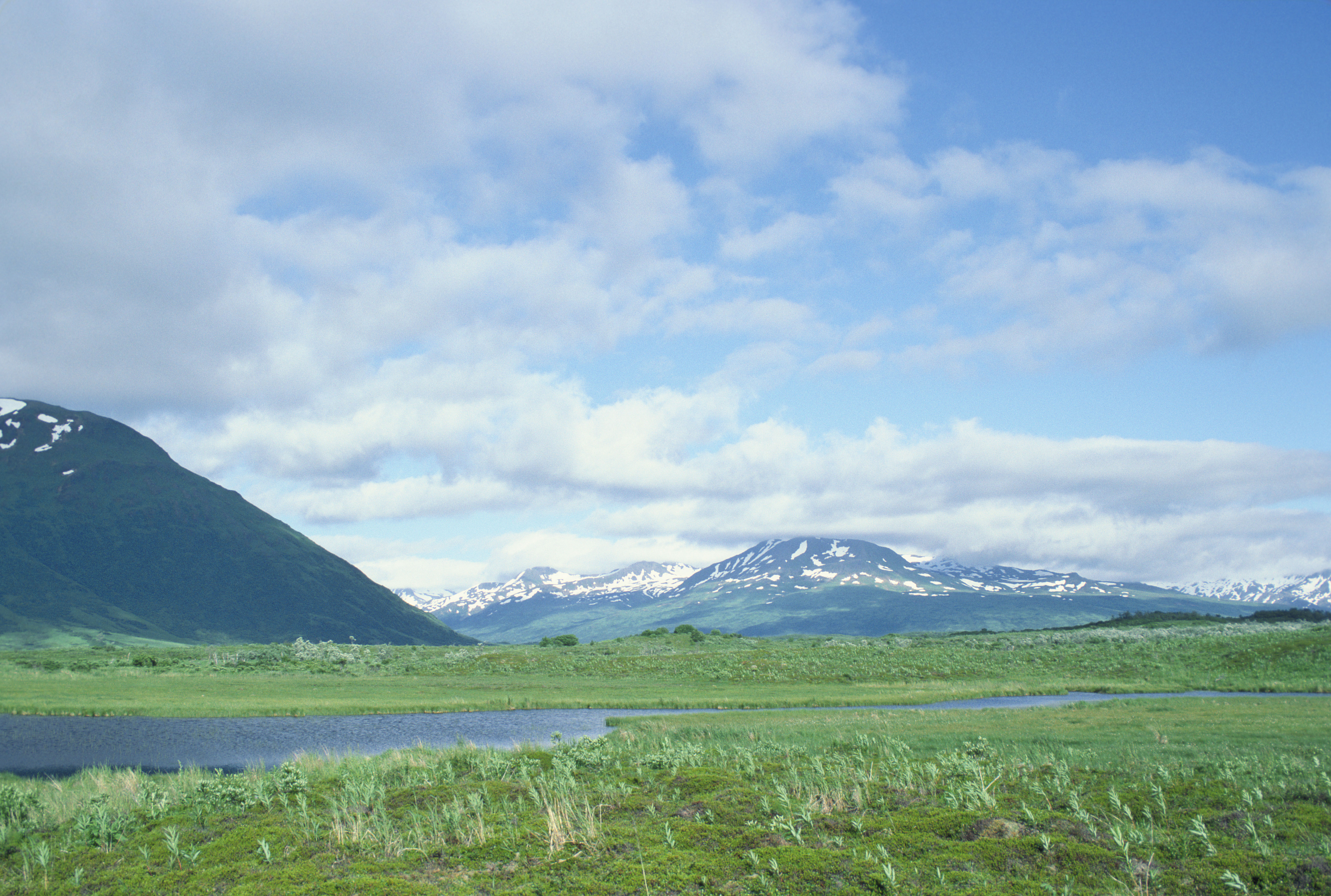
Национальный резерват дикой природы Кадьяк

В Кадьяке протекают семь крупных рек и около сотни более мелких. Кадьяк является местом нереста для всех пяти видов тихоокеанского лосося, микижи, мальмы и некоторых других видов рыб, а также местом гнездования для 250 видов птиц, многие из которых питаются лососем. Всего на территории Кадьяка обитает только шесть местных видов млекопитающих: медведь Кадьяк, обыкновенная лисица, канадская выдра, горностай, малая бурая ночница и полёвка-экономка. Из завезённых млекопитающих здесь обитают олени Ситка, снежные козы, олени Рузвельта, одичавшие северные олени, американские куницы, белки, американские зайцы-беляки, и канадские бобры; все эти виды животных были завезены на архипелаг в 1920-1950-е годы. На территории Кадьяка обитает около 2300 медведей и примерно 1200 белоголовых орланов.
Климат на территории резервата мягкий и дождливый, растёт ситхинская ель. На некоторых частях резервата преобладает ольха. На территории Кадьяка присутствует несколько небольших ледников.